# Poshteh Rīzeh-ye Vosţá
Poshteh Rīzeh-ye Vosţá (persiska: پشته ریزه وسطی) är en ort i Iran.   Den ligger i provinsen Kermanshah, i den västra delen av landet, 400 km väster om huvudstaden Teheran. Poshteh Rīzeh-ye Vosţá ligger 1 525 meter över havet och antalet invånare är 103.
Terrängen runt Poshteh Rīzeh-ye Vosţá är kuperad åt sydost, men åt nordväst är den platt. Runt Poshteh Rīzeh-ye Vosţá är det ganska tätbefolkat, med 139 invånare per kvadratkilometer. Närmaste större samhälle är Sarāb-e Sar Fīrūzābād, 8,6 km öster om Poshteh Rīzeh-ye Vosţá. Trakten runt Poshteh Rīzeh-ye Vosţá består till största delen av jordbruksmark.